# Аль-Баккар
Аль-Баккар (англ. al-Bakkar, араб. البكار) — поселення в Сирії, що складає невеличку друзьку общину в нохії Тасіл, яка входить до складу мінтаки Ізра в південній сирійській мухафазі Дара.